# 方榄
方榄（学名：Canarium bengalense）是橄榄科橄榄属的植物。分布于泰国、孟加拉、印度、缅甸、老挝以及中国大陆的广西、云南等地，生长于海拔400米至1,300米的地区，多生长在杂木林中，目前尚未由人工引种栽培。

## 别名
三角榄（广西）